# 미국-일본 무역 갈등
태평양 전쟁 이후 일본의 경제가 다시 부흥해 미국의 경제를 위협할 지경에 이르자 미국은 일본에 통상압력을 가하였다. 미국-일본 간의 무역갈등은 1960년대부터 시작되어 1990년대에 극에 치달았으며 2000년대 초반들어 수습되었다.

## 상세

### 섬유 분쟁 (1957-1972)
미국의 보호무역주의자들의 눈에 최초로 들어온 일본 상품은 섬유 상품이었다. 1957년부터 시작된 일본산 섬유 상품 수입에 대한 무역 갈등은 1960년대에 폭발하였으며 일본산 섬유 상품의 수입이 증가함에 따라 미국은 마침내 일본에 통상압력을 가하였으며 일본은 오키나와 반환 문제에서 미국이 양보하면 섬유산업에서 양보할 의사가 있다고 제안하였고 이에 미국이 응하면서 1972년에 미일섬유협정과 오키나와 반환이 동시에 이루어졌다. 이 조약에 의해 일본은 섬유상품의 대미 수출을 자율규제하였으며 태평양 전쟁 이후 미국의 일개 점령지였던 오키나와를 반환 받는다.   이 섬유 마찰은 미일 무역 전쟁의 서막을 열었다.

### 컬러 TV 분쟁 (1976-1977)
1970년대 일본산 컬러TV는 미국 수입 컬러TV의 약 90%를 차지하며 미국 시장의 30% 이상을 차지했다. 이렇듯 일본산 컬러TV 수입으로 인한 무역수지 적자와 미국 컬러TV 제조기업이 상처를 입자 1977년 미국 정부는 일본에 통상 압력을 가하였고 굴복한 일본은 미국 컬러 TV 수출을 자율규제하였다.

### 철강 분쟁 (1976-1978)
1970년대에 일본 철강산업은 급격히 성장해 일본은 철강 수출국이 된 반면 미국은 철강 수입국이 되었다. 미국의 대일 철강 무역수지 적자가 심해지자 미국은 일본에 통상 압력을 가하였고 굴복한 일본은 미국으로의 철강 수출을 자율규제했다. 1976년 최종적으로 미국과 일본은 1976년 특별 철강 수입 할당량 한도 계약에 서명했으며 1978년 미국 정부는 트리거 가격 제도를 도입한다.

### 자동차 분쟁 (1979-1981)
1980년대 일본 자동차 생산량은 세계 최고 수준으로 상승했으며  미국 자동차 생산량은 감소하기 시작했다. 미국은 일본에 통상 압력을 가하였고 굴복한 일본은 1981년 미일 자동차 및 부품 무역에 관한 협정에 서명했으며, 일본은 일본산 자동차의 대미수출을 자율규제하였다.

### 환율 갈등(1985)
일련의 무역 협정이 체결되었지만 미국의 무역 수지 적자는 여전히 개선되지 않았다. 미국은 그 이유를 미국 달러 환율의 고평가 때문이라고 생각하였다. 1985년, 미국, 일본, 서독, 프랑스, 영국의 서방 5개국 재무장관은(G5) 뉴욕 플라자 호텔에서 회의를 열어 외환 시장의 5개 정부의 공동 개입을 통해 주요 통화에 대한 환율을 조작하였다. 일본의 엔화와 서독의 마르크화의 고평가를 유도하여 미국의 막대한 무역 적자를 해결하려는 것이었다. 이 조약은 플라자 호텔에서 서명되었기 때문에 플라자 합의라고도 한다.

### 통신 분쟁 (1985-1986)
1985년, 미국은 일본의 전기통신산업에도 압력을 가했고 결국 굴복한 일본은 일본기업의 일본내수시장 독점을 보장하던 전기통신사업법을 개정해 전기통신시장을 개방하였으며 더 나아가 비관세 무역장벽 역시 상당부분 파괴하였다. 또한 국영기업인 NTT를 민영화하여 전기통신산업에 대한 정부의 지배력을 약화한다.

### 반도체 분쟁 (1986-1996)
1980년대 미국과 일본의 갈등은 반도체 산업에서 또다시 일어난다. 일본의 메모리 반도체 산업은 고도로 성장하여 미국의 메모리반도체 산업을 능가하였다. 이로 인해 위기감을 느낀 미국은 미래첨단산업의 중심이 되는 반도체 패권 만큼은 일본에 넘겨 주지 않기 위해 일본에 통상압력을 가하였고 굴복한 일본은 1986년에 미일반도체협정에 서명하였다.이후 일본의 반도체 산업은 시장에서 도태된다.

### 구조조정 합의 (시장 개방) (1989-1994)
1980년대 후반, 미국은 지속적인 대일 무역수지 적자의 원인이 일본 특유의 저축투자 경향, 내수시장의 폐쇄성 등등의 구조적 요인이 무역수지 적자의 원인이라 판단함에 따라 미일간의 무역 마찰의 초점은 구조적인 요인으로 바뀌었다.
1989년, 미국은 슈퍼 301조를 발동했다. 같은 해에 미국과 일본은 일본이 내수 시장을 외국에 개방하는 "구조 무역 장벽 계약"에 서명했다.
1993년 7월, 도쿄에서 미국은 일본이 시장을 더 개방하고 특정 수량의 지표로 시장의 개방 정도를 측정할 것을 요구했으나 일본은 규제된 무역의 이유로 이를 거부했다.
1994년, 이에 대해 미국은 일본에 대한 무역 제재를 위해 슈퍼 301조항을 다시 발동했다. 그 결과 굴복한 일본은 제재 마감 시한이되기 전인 1994년 5월 무역 마찰을 해소하기 위해 10년간 630조엔 규모의 공공투자, 반독점법 지도 지침 작성, 총리실 직속 수입위원회 설치,특허심사기간 단축, 수입수속기간 단축, 외국자본의 대일투자 규제 완화 등등의 조치를 통해 일본의 내수시장을 개혁하고 외국에 시장을 개방하기로 합의했다.